# Monique Reid
Monique Reid (geboren 26. März 1990) ist eine amerikanische Basketballspielerin.

## Leben
Sie besuchte die Universität von Louisville von 2008 bis 2012 und trainierte danach ein Jahr die Basketball-Mädchenmannschaft von Fern Creek.

## Profi-Karriere Basketball
Monique Reid spielte bei den Cardinals der Universität von Louisville in der Atlantic Coast Conference Women Basketball (NCAA). Im Dezember 2013 wechselte sie zum deutschen Erstligisten New Basket Oberhausen. Zur Saison 2015/2016 wurde sie von Oberhausen nicht weiterverpflichtet. Anschließend spielte sie für bulgarische und rumänische Teams sowie  beim TSV 1880 Wasserburg, ehe sie 2018 in die USA zurückkehrte.